# Cerro de Coxóm
De Cerro de Coxóm is een stratovulkaan in het departement Totonicapán in Guatemala. De berg ligt ongeveer 13 kilometer ten noordoosten van de stad Quetzaltenango en is ongeveer 3045 meter hoog.